# RTS Svet
RTS Svet (alphabet cyrillique : РТС Свет) est une chaîne de télévision généraliste publique serbe à diffusion internationale appartenant à la Radio Télévision de Serbie. 

## Histoire
RT Beograd Sat commence à émettre le 14 mai 1991, alors que la Serbie est toujours une république fédérée de Yougoslavie. La télévision yougoslave choisit la compagnie Eutelsat pour diffuser le signal de sa chaîne internationale. Après l'éclatement de la Yougoslavie, la Serbie récupère les capacités satellitaires de l'ancienne JRT (Jugoslavija Radio Televizija, dont dépendait RT Beograd). Rebaptisée RTS (Radio Televizija Srbije) le 1er janvier 1992, elle propose dès lors un programme spécifique, destiné à la diaspora serbe, qui émet pendant plusieurs années sur Eutelsat 1F3 (10°Est), avant de passer sur Hot Bird (13°Est), satellite plus puissant et couvrant une zone de diffusion plus large. À l'origine, la chaîne n'émet que quelques heures par jour, en soirée, étendant progressivement son temps d'antenne à la fin des années 1990. 

L'ancien logo de RTS Sat.

Le 27 avril 1999, en pleine guerre du Kosovo, un raid de l'Otan prend pour cible le quartier général de la RTS. Cette dernière est en effet accusée d'être un instrument de propagande au service du président Slobodan Milošević. Pendant plusieurs jours, la chaîne satellitaire serbe est dans l'incapacité de transmettre ses programmes. Cet événement, et sur décision politique, fera cesser la diffusion des émissions de la chaîne sur le territoire européen car l'opérateur Eutelsat était alors un consortium européen régi par un traité intergouvernemental. Quelques mois plus tard, dans l'après-midi du 5 octobre 2000, le bâtiment de la RTS est pris d'assaut par des manifestants, sans qu'aucune image des événements en cours ne soient reprises par la télévision d'état. Quelques heures plus tard, les studios sont investis. La transmission est coupée et reprend dans la soirée : cependant, le pouvoir a changé de main. Des images de la « révolution » passent en boucle et un nouveau logo vient rappeler ce fait : pendant quelques semaines, on ne parle plus de « RTS » mais de « Nova RTS » (nouvelle RTS). 
En 2009, RTS Sat (Satelitski program RTS-a, en alphabet cyrillique : Сателитски програм РТС-а), jusqu'alors uniquement disponible en Europe, commence à être diffusée en Amérique du Sud et en Australie. Le 15 mai 2011, RTS Sat commence à être diffusée sur le satellite Astra 1KR à 19,2°Est. Après une période de double illumination, elle cesse d'être reprise par Hot Bird le 1er juin de cette même année. En Europe, RTS Svet, nouveau nom de RTS Sat, et Radio Beograd 1 ne sont désormais plus disponibles que via Astra 3B, un satellite positionné à 23,5°Est.

## Programmes
RTS Svet émet 24 heures sur 24. Sa grille des programmes met principalement l'accent sur l'information, la culture et le divertissement. Reprenant des programmes issus des deux principales chaînes nationales du pays, RTS-1 et RTS-2, dont une partie en simultané (programmation parfois similaire à RTS-1), elle a pour ambition d'être un lien entre les Serbes de la diaspora et ceux restés « au pays ». Sa grille des programmes, caractéristique des chaînes généralistes, comprend des journaux télévisés (Dnevnik), des séries, de la musique, des magazines, des jeux télévisés et des émissions politiques. 
Parmi les programmes phares de la chaîne figurent, de 6 heures à 9 heures, « Jutarnji program » (Programme du matin), mêlant informations pratiques, journaux télévisés et chroniques, le magazine « Ovo je Srbija  » (C'est la Serbie) ou encore les principales éditions du « Dnevnik » (Journal télévisé).

## Diffusion
RTS Svet, longtemps diffusée en Europe centrale et occidentale par les satellites Eutelsat, a été brièvement reprise par le satellite Astra 1KR, positionné à 19,2°Est et le satellite Eutelsat 16A (16° Est) aux côtés des chaînes croates, slovènes, kosovares et macédoniennes. Depuis le mois d'octobre 2018, elle a rejoint le satellite Astra 3B, positionné à 23,5°Est, dans le cadre d'un bouquet serbe comprenant les principales chaînes de la RTS. Elle est diffusée en clair et peut de ce fait être reçue par tout terminal numérique. Elle peut également être reçue gratuitement en Amérique du Nord par l'intermédiaire du satellite Galaxy 19 (97°O) et en Océanie par l'intermédiaire du satellite Intelsat 19 (166°E)